# Frédéric Adjiwanou
Frédéric Adjiwanou, né le 17 juillet 1980 à Annemasse (France), est un joueur de basket-ball franco-togolais de 2,06 m, évoluant au poste de pivot.

## Biographie
Le 19 juin 2012, il quitte Boulazac.
Il ne trouve pas de club pour la saison 2012-2013.
Le 2 juillet 2013, il signe à Aix-Maurienne.
À la fin de la saison, Aix-Maurienne souhaite prolonger Adjiwanou mais il retourne à Boulazac avec un contrat d'une saison.

## Carrière

### Clubs
- 1998 - 2000 :  Limoges CSP
- 2001 - 2002 :  Foothill College
- 2002 - 2005 :  St.Mary's College (NCAA I)
- 2005 - 2006 :  Reims Champagne Basket (Pro A)
- 2006 - 2007 :  Le Mans Sarthe Basket (Pro A)
- 2007 - 2009 :  Entente Orléanaise Loiret (Pro A)
- 2009 - 2010 :  JDA Dijon (Pro A) puis Olympique d'Antibes Juan-les-Pins (Pro B)
- 2010 - 2012 :  Boulazac Basket Dordogne (Pro B)
- 2013 - 2014 :  Aix Maurienne Savoie Basket (Pro B)
- 2014 - 2015 :  Boulazac Basket Dordogne (Pro B)
- 2015 - 2016 :  JSA Bordeaux (Nationale 1)
- 2023 - 2024 :  US Chartrons Basketball - Bordeaux (Championnat d Aquitaine de basket-ball Pre-Nationale)